# Прилукский автобус
Прилу́кский авто́бус — автобусная система города Прилуки.

## История
В 1951 году создана автотранспортная контора (АТК) для перевозки пассажиров и грузов. Предприятие имело 4 грузовых автомобиля ЗиС-5, 2 автобуса и два таксомотора ГАЗ-М-20 «Победа» и размещалось по улице Киевской, д 154. В этом же году открыт первый городской автобусный маршрут «Больница — Плискуновка». В 1954 году открыты ещё два новых маршрута: «Площадь — хут. Ракитный» и «Вокзал — Плискуновка». В 1962 году предприятие перешло на новую территорию по адресу ул. Островского, д. 19а. В 1965 году предприятие насчитывало 375 рабочих, 70 автобусов, 15 таксомоторов. В этом же году было перевезено 10,5 млн пассажиров на 48 маршрутах (в том числе 11 городских). В 1966 году автотранспортная контора переименована в АТП 24012. К 1984 году обслуживало 82 маршрута (12 городских, 45 пригородных, 25 междугородних). В 1986 году предприятие получило новый индекс — 17407. Самых высоких показателей АТП достигло в 1990 году. За этот год по 93 маршрутам примерной длинной 6 тыс. км. было перевезено 26,7 млн пассажиров. Автопарк насчитывал 188 автобусов, 13 такси, 555 работников. Последующее время количество перевозок стало резко сокращаться. В 1994 году количество маршрутов сократилось до 42 (11 городских), а количество перевезенных пассажиров до 8 млн. В 1998 году было реорганизовано в ОАО «Прилукское АТП-17407». В 2000 году перевезено около 12 тыс. пассажиров. На данный момент АТП прекратило свою работу. С конца 90-х годов в городе начали появляться маршрутные такси
. Первый и единственный коммерческий маршрут соединял мкр-н Опытной ст. и 273 квартал, в последующем получивший № 21. По состоянию на 2016 год все городские и пригородные маршруты обслуживают индивидуальные предприниматели.

## Подвижной состав
На маршрутах работают автобусы марок БАЗ, ПАЗ, ЛАЗ, Рута, Mercedes-Benz, Volkswagen Commercial Vehicles и пр. До 2008 года также эксплуатировались автобусы ЛиАЗ-677М

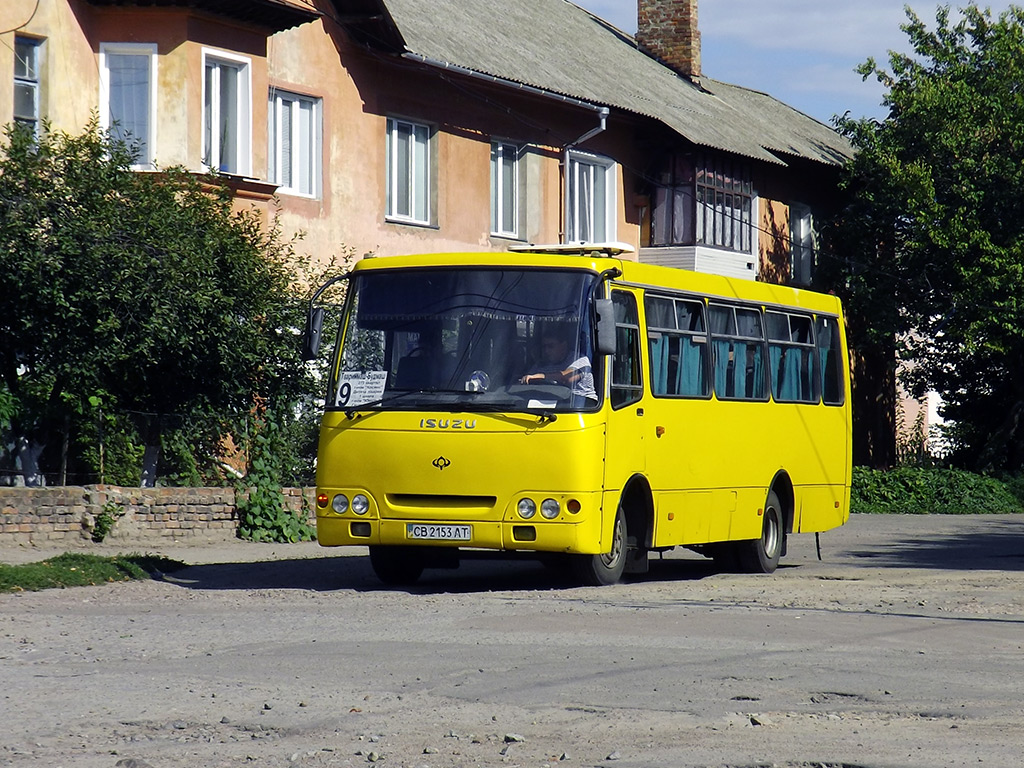
Богдан А092 на конечной пос. Строймаш (маршрут № 9)

## Маршруты
Список маршрутов представлен по состоянию на 2015 год
| Городские автобусные маршруты | Городские автобусные маршруты       | Городские автобусные маршруты | Городские автобусные маршруты | Городские автобусные маршруты |
| № маршрута                    | Начальная остановка                 | Конечная остановка            | Маршрут следования | Примечание                    |
| ----------------------------- | ----------------------------------- | ----------------------------- | --- | ----------------------------- |
| 1                             | Опытная                             | Плискуновка                   | ул. Вавилова — ул. Киевская |                               |
| 2                             | 237 квартал                         | Военный городок № 12          | ул. Полевая — ул. Индустриальная — ул. Промышленная — ул. Пирятинская — ул. 1-го Мая — ул. Садовая — Привокзальная пл. — ул. Вокзальная — ул. 1-го Мая — ул. Андреевская — ул. Авиаторов — Военный городок № 12 — ул. Авиаторов — 2-й пер. Состязания — ул. 1-го Мая — ул. Казачья — ул. Киевская — ул. Победы — ул. Гвардейская — ул. Полевая | Кольцевой                     |
| 2а                            | Военный городок № 12 (Дом офицеров) | 237 квартал                   | ул. Полевая — ул. Гвардейская — ул. Победы — ул. Киевская — ул. Казачья — ул. 1-го Мая — 2-й пер. Состязания — ул. Авиаторов — ул. Андреевская — ул. 1-го Мая — ул. Вокзальная — Привокзальная пл. — ул. Садовая — ул. 1-го Мая — ул. Пирятинская — ул. Промышленная — ул. Индустриальная — ул. Полевая                                        | Кольцевой                     |
| 3                             | АТП-17461                           | Ивушка                        | ул. Пирятинская — ул. 1-го Мая — ул. Гимназическая — ул. Киевская — ул. Независимости — ул. Сорочинская |                               |
| 4                             | Военный городок № 12                | ул. Густынская                | Военный городок № 12 — ул. Авиаторов — пер. Гетмана Сагайдачного — ул. Гетмана Сагайдачного — ул. Юрия Коптева — ул. 1-го Мая — ул. Вокзальная — ул. Киевская — ул. Котляревского — ул. Боброва — ул. Густынская |                               |
| 5                             | Опытная                             | МРЭО ГАИ                      | ул. Вавилова — ул. Киевская — ул. Победы — ул. Константиновская — ул. Белецкого-Носенко — ул. Чехова — ул. Победы — ул. Индустриальная (обратно по ул. Полевой и Гвардейской) | Только будни                  |
| 5а                            | Опытная                             | МРЭО ГАИ                      | ул. Вавилова — ул. Киевская — ул. Победы — ул. Константиновская — ул. Белецкого-Носенко — ул. Чехова — ул. Победы — ул. Гвардейская — ул. Полевая — ул. Индустриальная | Только будни                  |
| 8                             | кладбище «Новый Побуд»              | кладбище «Горовая Белещина»   | ул. Гетмана Сагайдачного — ул. Юрия Коптева — ул. 1-го Мая — ул. Вокзальная — ул. Киевская — ул. Котляревского — ул. Боброва — ул. Густынская |                               |
| 9                             | з-д «Живмаш»                        | пос. Строймаш                 | ул. Индустриальная — ул. Полевая (обратно по ул. Победы) — ул. Гвардейская — ул. Ярмарочная — ул. Константиновская — ул. Гимназическая — ул. Киевская — ул. Вокзальная — ул. 1-го Мая — ул. Юрия Коптева — ул. Парижской Коммуны — ул. Олега Кошевого (обратно по ул. Саксаганского) — ул. 18-го Сентября                                      |                               |
| 10                            | Опытная                             | Промзона                      | ул. Вавилова — ул. Киевская — ул. Победы — ул. Гвардейская — ул. Полевая — ул. Индустриальная — ул. Промышленная — ул. Пирятинская — ул. Дружбы Народов |                               |
| 14                            | Опытная                             | Ивушка                        | ул. Вавилова — ул. Киевская — ул. Независимости — ул. Сорочинская |                               |
| 15                            | Опытная                             | ул. Береговая                 | ул. Вавилова — ул. Киевская — ул. Победы — ул. Береговая (обратно по ул. Котляревского) | Кроме воскресенья             |
| 16. 16а                       | Военный городок № 12                | з-д «Живмаш»                  | Военный городок № 12 — ул. Авиаторов — 2-й пер. Состязания — ул. 1-го Мая — ул. Казачья — ул. Киевская — ул. Победы — ул. Индустриальная (обратно по ул. Полевой и Гвардейской) |                               |
| 19                            | Опытная                             | пос. Строймаш                 | ул. Вавилова — ул. Киевская — ул. Вокзальная — ул. 1-го Мая — ул. Юрия Коптева — ул. Гетмана Сагайдачного — пер. Гетмана Сагайдачного — ул. Челюскинцев — ул. Саксаганского — ул. 18-го Сентября (обратно по ул. О. Кошевого и Парижской Коммуны)                                                                                              | В выходные: до обеда          |
| 21                            | Опытная                             | 273 квартал                   | ул. Вавилова — ул. Киевская — ул. Победы — ул. Гвардейская — ул. Полевая |                               |
| 25                            | Опытная                             | отель «Нефтяник»              | ул. Вавилова — ул. Киевская — ул. Победы — ул. Береговая — ул. Петропавловская |                               |
| 28                            | Военный городок № 12                | Ивушка                        | Военный городок № 12 — ул. Авиаторов — 2-й пер. Состязания — ул. 1-го Мая — ул. Казачья — ул. Киевская — ул. Независимости — ул. Сорочинская |                               |
| 30                            | 273 квартал                         | Военный городок № 12          | ул. Полевая — ул. Гвардейская (обратно по ул. Пирятинской, Промышленной, Индустриальной) — ул. 1-го Мая — ул. Садовая — Привокзальная пл. — ул. Вокзальная — ул. Киевская — ул. Казачья — ул. 1-го Мая — 2-й пер. Состязания — ул. Авиаторов — Военный городок № 12                                                                            |                               |
| 38                            | Оранжерея                           | Плискуновка                   | ул. Оранжерейная — ул. Гетмана Сагайдачного — пер. Гетмана Сагайдачного — ул. Челюскинцев — ул. Саксаганского — ул. 18-го Сентября — ул. Олега Кошевого — ул. Парижской Коммуны обратно по ул. Гетмана Сагайдачного) — ул. Юрия Коптева — ул. 1-го Мая — ул. Вокзальная — Привокзальная пл. — ул. Вокзальная — ул. Киевская                    | В выходные: до обеда          |

## Оплата проезда
Оплата проезда производится кондуктору. Стоимость проезда 5 гривен. На маршрутах, выходящих за черту города (6, 7, 8а), установлена зональная тарификация.